# Mount Jiracek
Mount Jiracek je hora (2430 metrů vysoká) nacházející se na západní straně ledovce Tinker Glacier v pohoří Southern Cross Mountains ve Viktoriině zemi v Antarktidě. Byla zmapována společností United States Geological Survey díky měření Námořnictva spojených států amerických v letech 1960–64 a byla pojmenována (horu pojmenovalo Advisory Committee on Antarctic Names) po Georgovi R. Jirackovi, geofyzikovi, který působil na polární stanici McMurdo v letech 1964–65.